# 国道268号

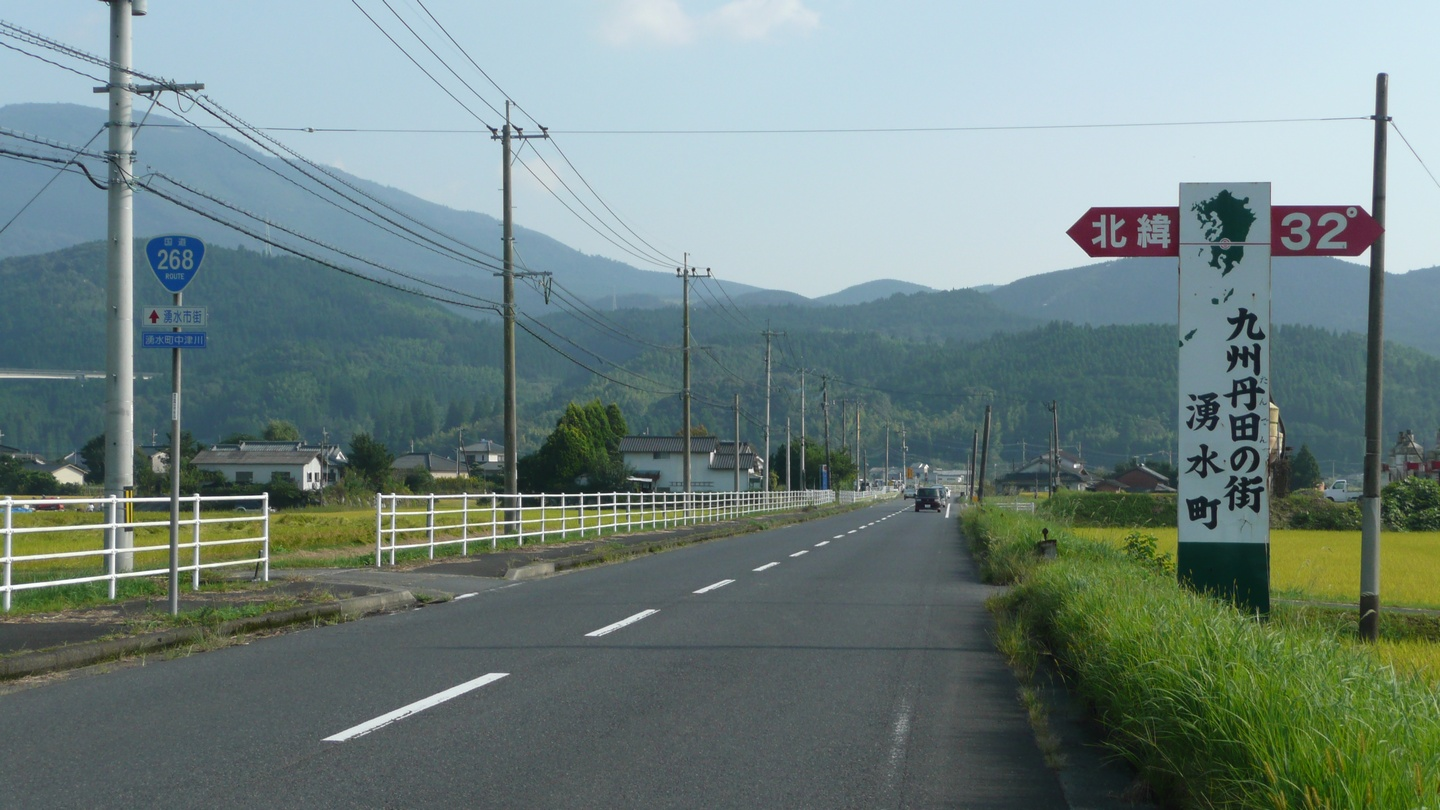
湧水町内（旧吉松町、水俣方面）

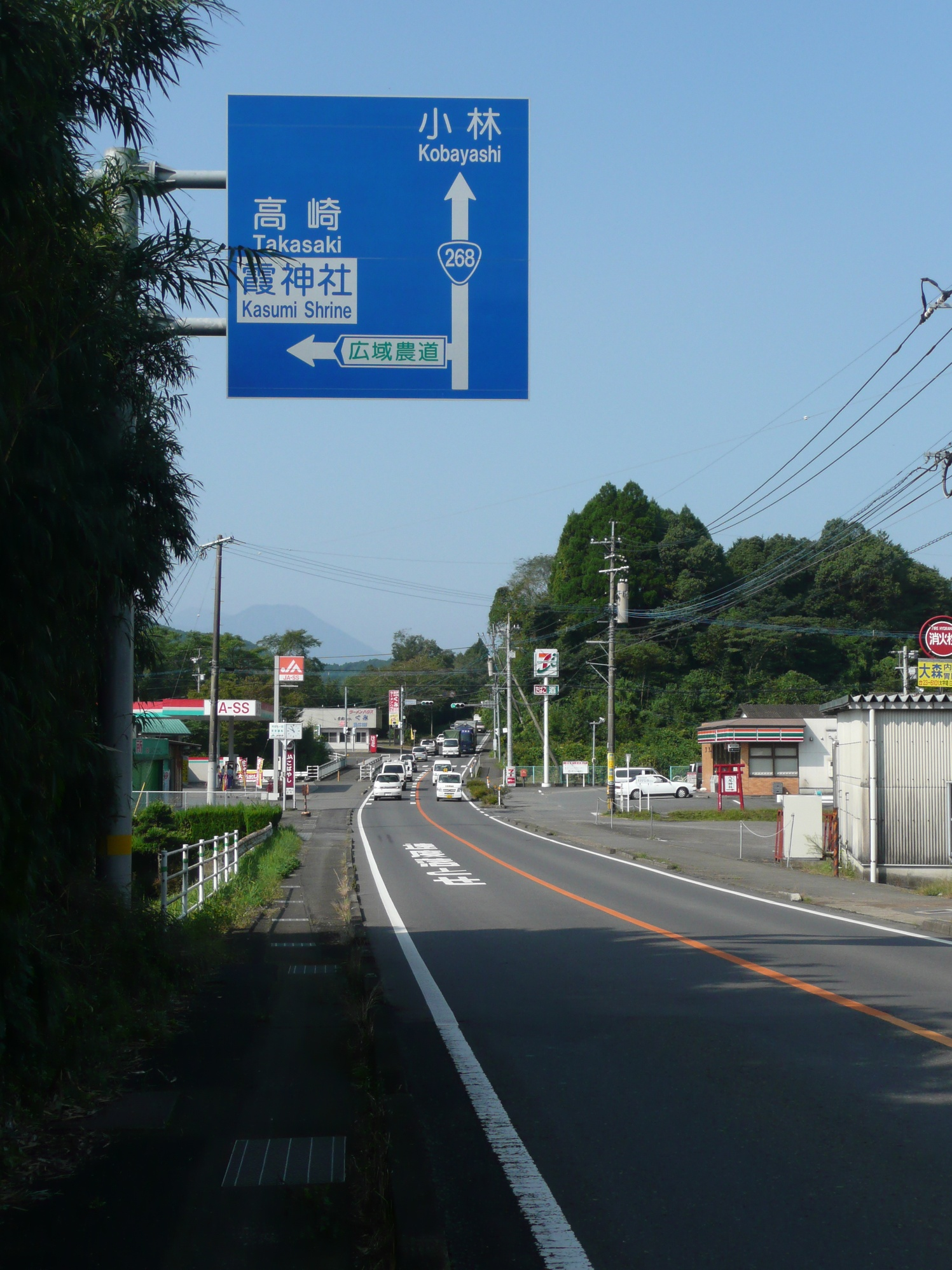
小林市内（旧野尻町、えびの方面）

国道268号（こくどう268ごう）は、熊本県水俣市から鹿児島県伊佐市、姶良郡湧水町、宮崎県えびの市、小林市を経由して、宮崎市に至る一般国道である。熊本、鹿児島、宮崎のいわゆる南九州3県を横断する唯一の国道でもある。

## 概要

### 路線データ
一般国道の路線を指定する政令に基づく起終点および重要な経過地は次のとおり。
- 起点：水俣市（水俣IC入口交差点 = 国道3号交点、南九州西回り自動車道 水俣IC）
- 終点：宮崎県東諸県郡高岡町[注釈 2]（赤谷交差点 = 国道10号交点）
- 重要な経過地：大口市[注釈 3]、えびの市、小林市
- 総延長 : 114.4 km（熊本県 15.4 km、宮崎県 57.3 km、鹿児島県 41.7 km）重用区間を含む[2][注釈 4]
- 重用延長 : 20.3 km（熊本県 - km、宮崎県 19.6 km、鹿児島県 0.7 km）[2][注釈 4]
- 未供用延長 : なし[2][注釈 4]
- 実延長 : 94.1 km（熊本県 15.4 km、宮崎県 37.7 km、鹿児島県 41.0 km）[2][注釈 4]
  - 現道 : 94.1 km（熊本県 15.4 km、宮崎県 37.7 km、鹿児島県 41.0 km）[2][注釈 4]
  - 旧道 : なし[2][注釈 4]
  - 新道 : なし[2][注釈 4]
- 指定区間：なし[3]

## 歴史
- 1963年（昭和38年）4月1日 - 二級国道268号水俣宮崎線（熊本県水俣市 - 宮崎県東諸県郡高岡町）として指定。路線名の宮崎は東諸県郡高岡町に隣接する宮崎市のことで、終点から国道10号によって連絡しているが、終点は宮崎市にはなっていなかった。2006年（平成18年）1月1日に東諸県郡高岡町が宮崎市に編入されたことで終点も宮崎市となった。
- 1965年（昭和40年）4月1日 - 一般国道268号となる。
- 2022年（令和4年）12月23日 - 水俣市越木場で路面凍結のため約50台が立ち往生。熊本県・鹿児島県境付近が一時通行止となった[4]。

## 路線状況

### 重複区間
- 国道267号（鹿児島県伊佐市大口里）
- 国道221号（宮崎県えびの市大字小田・えびの市川原交差点 - 小林市堤・東上町交差点）

### 道路施設

#### 橋梁
起点から
- 鹿児島県
  - 水之手橋（伊佐市、水之手川）
  - 池田橋（伊佐市、市山川）
- 宮崎県
  - 野尻大橋（小林市）

#### トンネル
起点から
- 熊本県
  - 長野隧道：延長165 m、水俣市
  - 榎第一隧道：延長150 m、1974年（昭和49年）竣工、水俣市
  - 榎第二隧道：延長90 m、1974年（昭和49年）竣工、水俣市
- 鹿児島県
  - 川添トンネル：延長648 m、1979年（昭和54年）竣工、姶良郡湧水町
- 宮崎県
  - 梁瀬（やなせ）隧道：延長213 m、1971年（昭和46年）竣工、宮崎市

#### 道の駅
- 宮崎県
  - ゆ〜ぱるのじり（小林市野尻町）
  - えびの[5]（えびの市）

## 地理

### 通過する自治体
- 熊本県
  - 水俣市
- 鹿児島県
  - 伊佐市 - 姶良郡湧水町
- 宮崎県
  - えびの市 - 小林市 - 宮崎市

### 交差する道路
| 交差する道路                                                                     | 市町村名 | 市町村名 | 市町村名 | 交差する場所 | 交差する場所                     |
| -------------------------------------------------------------------------------- | -------- | -------- | -------- | ------------ | -------------------------------- |
| 国道3号 E3A 南九州西回り自動車道                                                 | 熊本県   | 水俣市   | 水俣市   | 古城1丁目    | 水俣IC入口交差点 / 起点 6 水俣IC |
| 熊本県道323号深川津奈木線                                                        | 熊本県   | 水俣市   | 水俣市   | 深川         |                                  |
| 熊本県道・鹿児島県道15号人吉水俣線                                               | 熊本県   | 水俣市   | 水俣市   | 葛渡         |                                  |
| 熊本県道271号越小場湯浦線                                                        | 熊本県   | 水俣市   | 水俣市   | 越小場       |                                  |
| 鹿児島県道421号布計山野線                                                        | 鹿児島県 | 伊佐市   | 伊佐市   | 大口山野     |                                  |
| 熊本県道・鹿児島県道118号湯出大口線                                              | 鹿児島県 | 伊佐市   | 伊佐市   | 大口大田     |                                  |
| 国道267号 重複区間起点                                                           | 鹿児島県 | 伊佐市   | 伊佐市   | 大口里       |                                  |
| 国道267号 重複区間終点                                                           | 鹿児島県 | 伊佐市   | 伊佐市   | 大口里       |                                  |
| 国道447号                                                                        | 鹿児島県 | 伊佐市   | 伊佐市   | 大口目丸     |                                  |
| 鹿児島県道53号菱刈横川線                                                         | 鹿児島県 | 伊佐市   | 伊佐市   | 菱刈重留     |                                  |
| 鹿児島県道448号川西菱刈線                                                        | 鹿児島県 | 伊佐市   | 伊佐市   | 菱刈徳辺     |                                  |
| 鹿児島県道55号栗野加治木線                                                       | 鹿児島県 | 姶良郡   | 湧水町   | 木場         |                                  |
| 鹿児島県道444号栗野停車場線                                                      | 鹿児島県 | 姶良郡   | 湧水町   | 木場         |                                  |
| 鹿児島県道・宮崎県道102号木場吉松えびの線                                        | 鹿児島県 | 姶良郡   | 湧水町   | 木場         | 船渡橋交差点                     |
| 鹿児島県道442号吉松停車場線                                                      | 鹿児島県 | 姶良郡   | 湧水町   | 中津川       | 吉松小前交差点                   |
| 国道447号 宮崎県道53号京町小林線 宮崎県道408号矢岳高原京町線                     | 宮崎県   | えびの市 | えびの市 | 大字向江     | えびの市京町交差点               |
| E3 九州自動車道                                                                  | 宮崎県   | えびの市 | えびの市 | 大字永山     | えびのIC入口交差点 20 えびのIC   |
| 宮崎県道30号えびの高原小田線                                                     | 宮崎県   | えびの市 | えびの市 | 大字栗下     | えびの市役所入口交差点           |
| 鹿児島県道・宮崎県道102号木場吉松えびの線                                        | 宮崎県   | えびの市 | えびの市 | 大字小田     | 川原西交差点                     |
| 国道221号 重複区間起点                                                           | 宮崎県   | えびの市 | えびの市 | 大字小田     | えびの市川原交差点               |
| 宮崎県道411号えびの飯野停車場線                                                  | 宮崎県   | えびの市 | えびの市 | 大字原田     | 亀城交差点                       |
| 宮崎県道407号原田杉水流線                                                        | 宮崎県   | えびの市 | えびの市 | 大字杉水流   | 八幡ヶ丘公園前交差点             |
| 宮崎県道404号石阿弥陀五日市線                                                    | 宮崎県   | えびの市 | えびの市 | 大字杉水流   | えびの市五日市交差点             |
| 宮崎県道409号生駒高原北西方線                                                    | 宮崎県   | 小林市   | 小林市   | 北西方       | 小林市西之原交差点               |
| 宮崎県道・鹿児島県道1号小林えびの高原牧園線                                      | 宮崎県   | 小林市   | 小林市   | 細野         | 西町交差点                       |
| 宮崎県道53号京町小林線 重複区間起点 鹿児島県道・宮崎県道104号霧島公園小林線      | 宮崎県   | 小林市   | 小林市   | 細野         | 小林市役所入口交差点             |
| 宮崎県道53号京町小林線 重複区間終点 宮崎県道410号木浦木小林停車場線 重複区間起点 | 宮崎県   | 小林市   | 小林市   | 本町         | 小林商工会議所交差点             |
| 国道265号 宮崎県道410号木浦木小林停車場線 重複区間終点                           | 宮崎県   | 小林市   | 小林市   | 細野         | 本町交差点                       |
| 国道221号 重複区間終点                                                           | 宮崎県   | 小林市   | 小林市   | 堤           | 東上町交差点                     |
| 宮崎県道29号高原野尻線                                                           | 宮崎県   | 小林市   | 小林市   | 野尻町東麓   | 追分交差点                       |
| 宮崎県道42号都城野尻線                                                           | 宮崎県   | 小林市   | 小林市   | 野尻町東麓   | 小林市東仲町交差点               |
| 宮崎県道401号奈佐木高岡線                                                        | 宮崎県   | 宮崎市   | 宮崎市   | 高岡町浦之名 |                                  |
| 宮崎県道357号田の平綾線                                                          | 宮崎県   | 宮崎市   | 宮崎市   | 高岡町浦之名 |                                  |
| 国道10号                                                                         | 宮崎県   | 宮崎市   | 宮崎市   | 高岡町浦之名 | 高岡町赤谷交差点 / 終点          |

### 交差する鉄道
- 肥薩おれんじ鉄道線
- 九州新幹線
- 肥薩線
- 吉都線